# دانا أرنولد
دانا أرنولد (بالإنجليزية: Dana Arnold)‏ هي مؤرخة الفن ومؤرخة بريطانية، ولدت في 1961.

## وصلات خارجية
- الموقع الرسمي